# سرکوفونیوس اسکواما

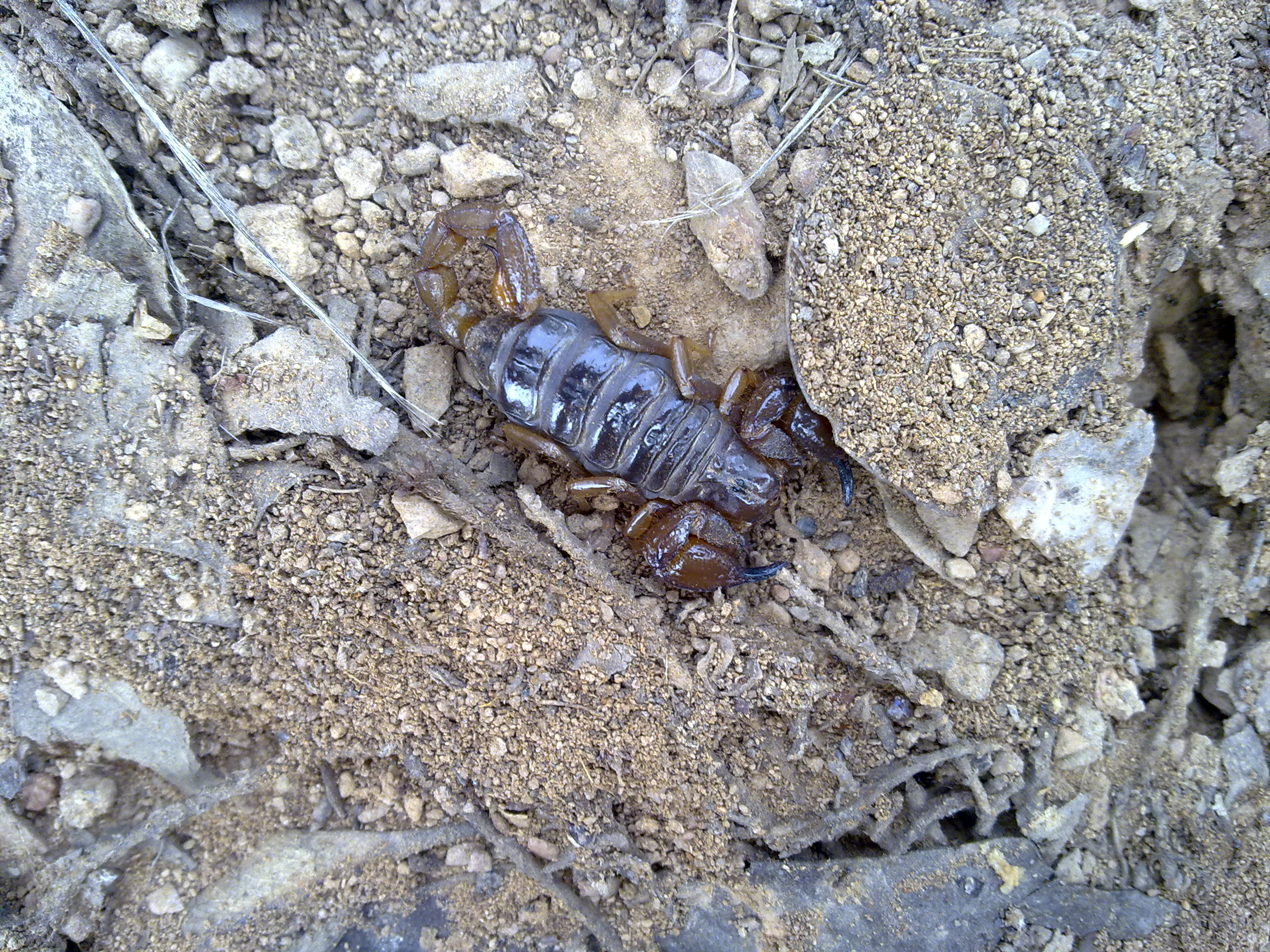
یک سرکوفونیوس اسکواما در استرالیا

سرکوفونیوس اسکواما (نام علمی: Cercophonius squama) نام یک گونه از راسته کژدم است.